# Туризм у Данії

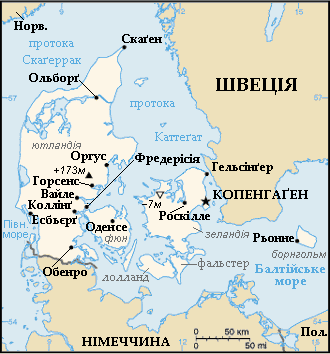
Мапа Данії

Туризм в Данії тримається в основному за рахунок туристів із сусідніх країн: Німеччини, Швеції, Норвегії та Нідерландів. На 2007 рік Данія з 4,7 мільйонами туристів займала 43-е місце в рейтингу Всесвітньої організації з туризму. Однак останнім часом статистика показує, що кількість відвідувачів, які зупиняються в готелях на ніч поступово знижується.
У Данії багато піщаних пляжів, які приваблюють в основному німецьких туристів. Шведських і норвезьких туристів приваблює жвавий Копенгаген. Крім цього, молоді скандинави приїжджають в Данію за доступним і дешевим пивом, вином і іншими спиртними напоями.
Будучи найстаршим королівством в Європі і батьківщиною Ганса Християна Андерсена, Данія часто називається «Казковою країною». Термін настільки укорінився, що його застосовують в новинних випусках, навіть якщо мова йде про заворушення або скандалі з карикатурами.

## Копенгаген і Зеландія

### Столиця

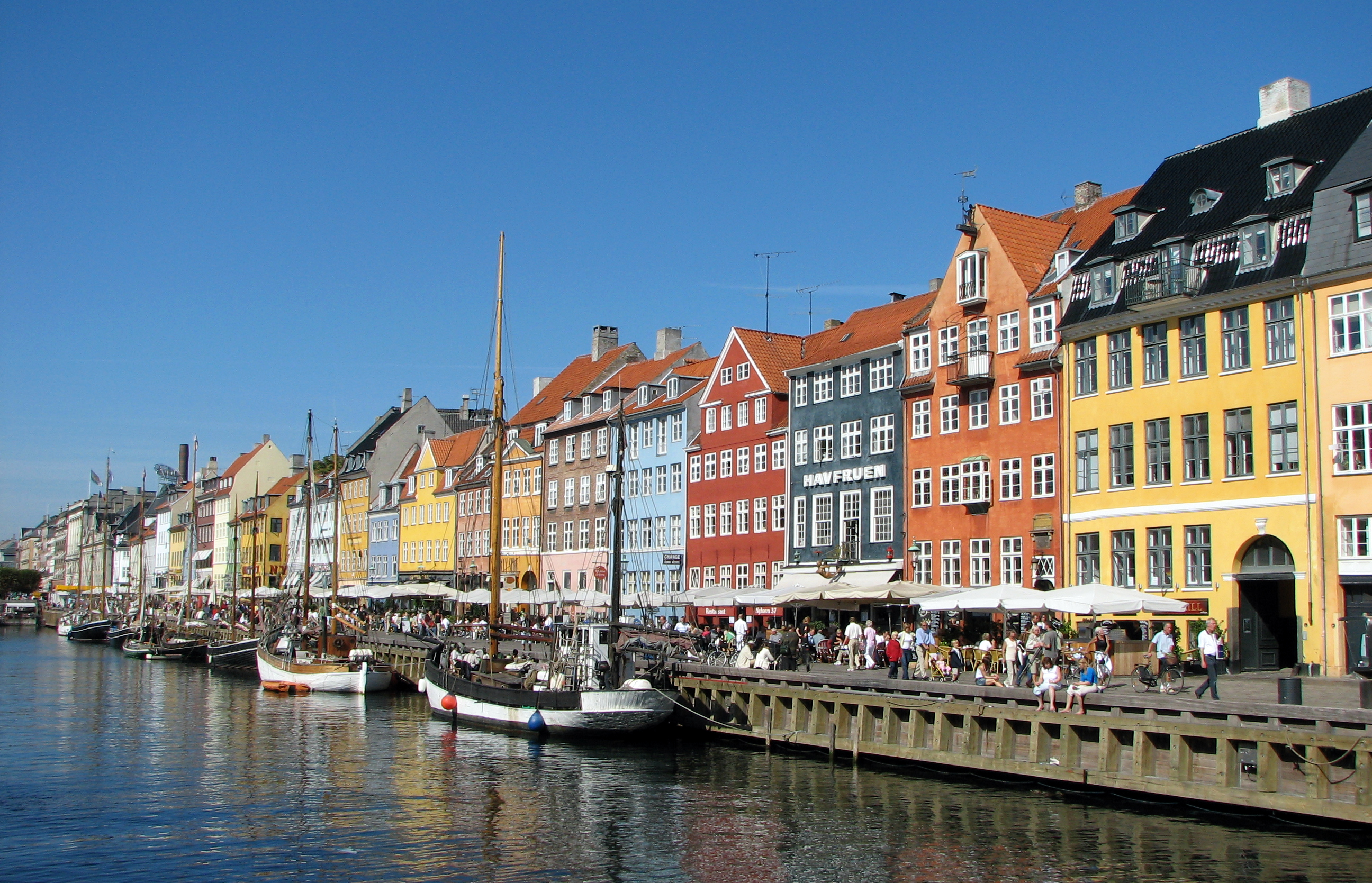
Старий порт Копенгагена, Нюхавн

У 2004 році в Копенгагені і околицях існувало 136 готелів, в яких туристи зупинялися на ніч 4,9 мільйона разів. Крім цього, 250 круїзних лайнерів заходили в порт міста з більш ніж 350 тисячами пасажирів на борту.
Основними визначними пам'ятками Копенгагена є Парк розваг Тіволі, Вільне місто Христіанія і статуя Русалочки. Опитування, проведене данською газетою Berlingske Tidende в 2008 році, визнав Русалочку найпопулярнішою пам'яткою міста.

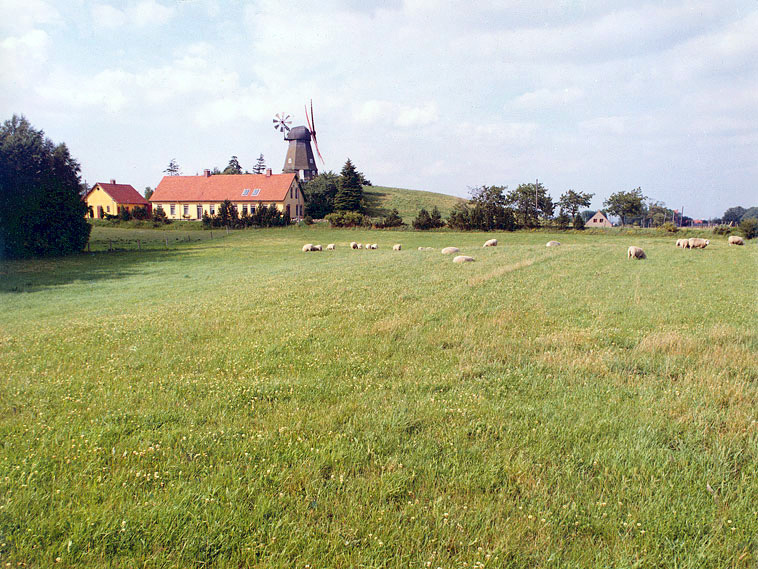
Околиці Карлебо у Зеландії

### Околиці
Стара дорога на північ до Гельсінгера йде по мальовничому узбережжю проходить через Клампенбург, в якому розташовуються величезний Оленячий заповідник (Dyrehaven) з найстарішим у світі парком розваг Dyrehavsbakken, через Рюнгстед з музеєм відомої данської письменниці Карен Бліксен і через Хумлебаєк з музеєм сучасного мистецтва Луїзіана. Однак найвражаюча пам'ятка в околицях Копенгагена - це замок Кронборг, який розташовується недалеко від Хельсінгеру і відомий як місце дії п'єси Вільяма Шекспіра «Гамлет».

### Південь острова Зеландія, острови Лоллан, Мон і Фальстер
Через свою близькість до Німеччини одним з найвідвідуваніших місць в Данії є південь Зеландії і прилеглі острови. Острів Мьон приваблює туристів своїми величними крейдяними скелями, ландшафтним парком Liselund і піщаними пляжами. На Фальстері також є кілька пляжів, в тому числі пляж Marielyst. На острові Лоллан розташовується Кнуттенбургський сафарі-парк. Недалеко від Нестведа розташовується незвичайний «цукерковий» парк розваг БонБон-Ленд.

## Борнхольм
Розташований в Балтійському морі на південь від Швеції острів Борнхольм пропонує туристам мальовничі морські скелі, рибальські села і піщані пляжі. Особливо привабливі для відвідування міста Гулхейм, Сандвіг, Сваніке і Рьонне. Найвідомішою пам'яткою острова є величні руїни замку Хаммерхаус.
До острова можна дістатися на поромі з Кеге, порту недалеко від Копенгагена або зі шведського Істада. Також в Ренні діє аеропорт.

## Фюн

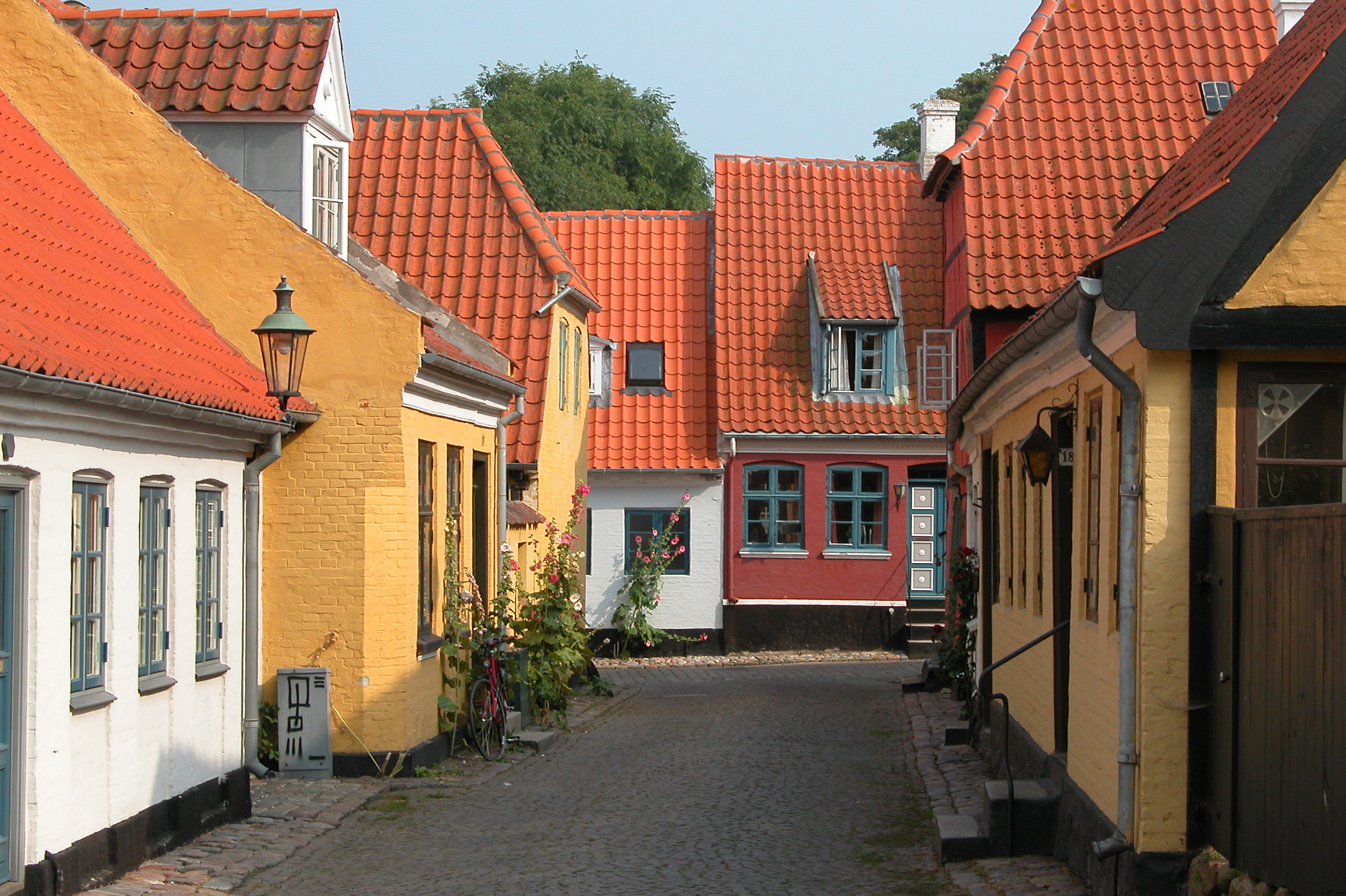
Місто Ерескебінг на острові Ере

Фюн, острів, який пов'язаний з Зеландією мостом Великий Бельт, часто асоціюють з Гансом Християном Андерсеном, який народився в головному місті острова - Оденсе. Маленькі прибережні міста Фоборг і Свенборг популярні у туристів як самі по собі, так і як точка відліку для відвідування навколишніх пам'яток, таких як замки Егесков і Хведхольм і островів Туре, Тасінг і Ере з їх вузькими вуличками і будинками з солом'яними дахами.

## Ютландія

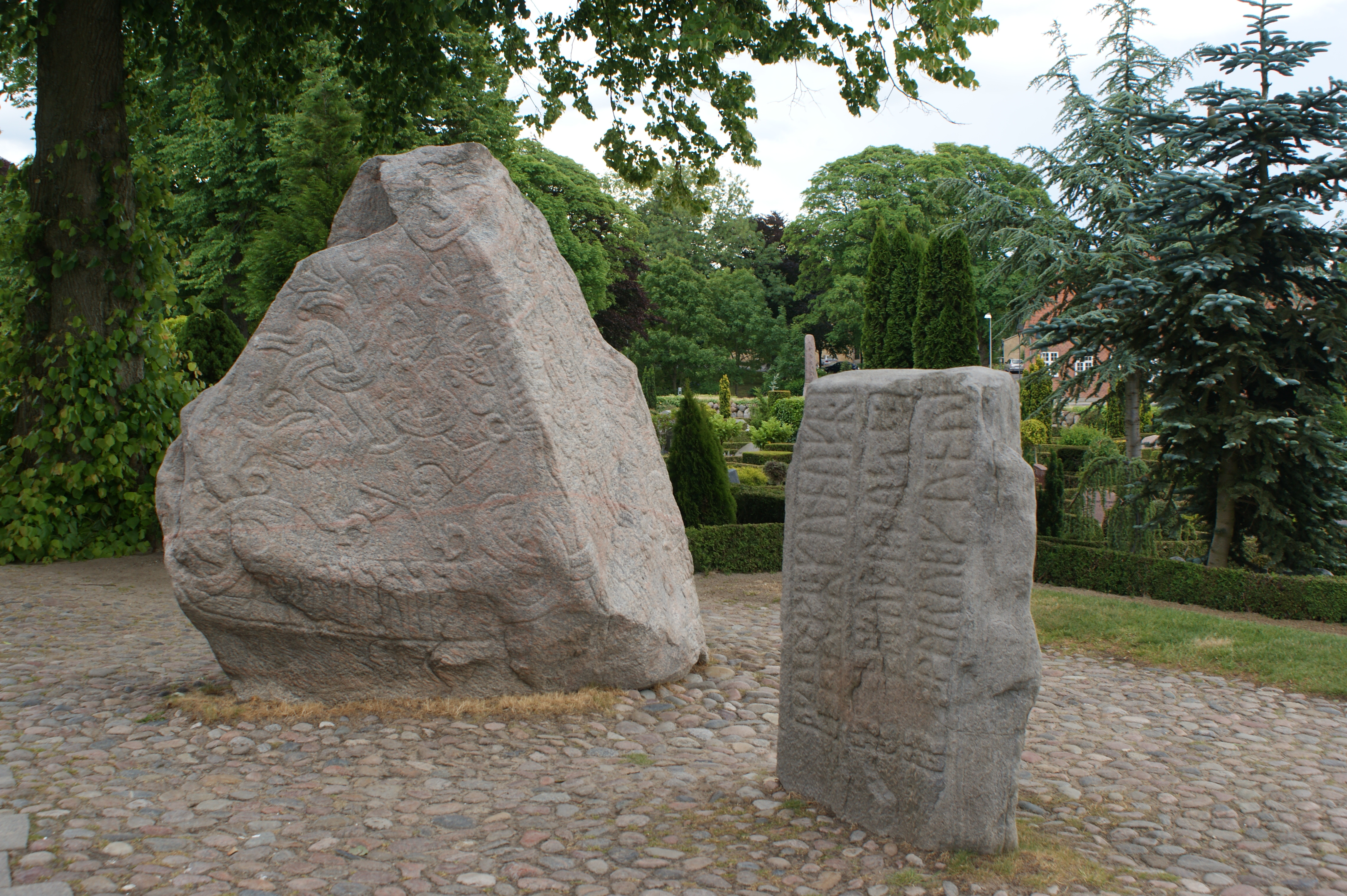
Рунічні камені в Еллінзі

### Великі міста
Міста Ольборг на півночі і Орхус на сході острова є місцем паломництва як для туристів, так і для ділових людей. Кафедральний собор Святого Будольфі XIV століття, замок Ольборгхус XVII століття і вулиця Діви Анни є найвідомішими ольбургськими пам'ятками. В Орхусі Старе місто фактично є музеєм, в якому зібрані старовинні будинки з усіх куточків Данії.

### Інші визначні пам'ятки

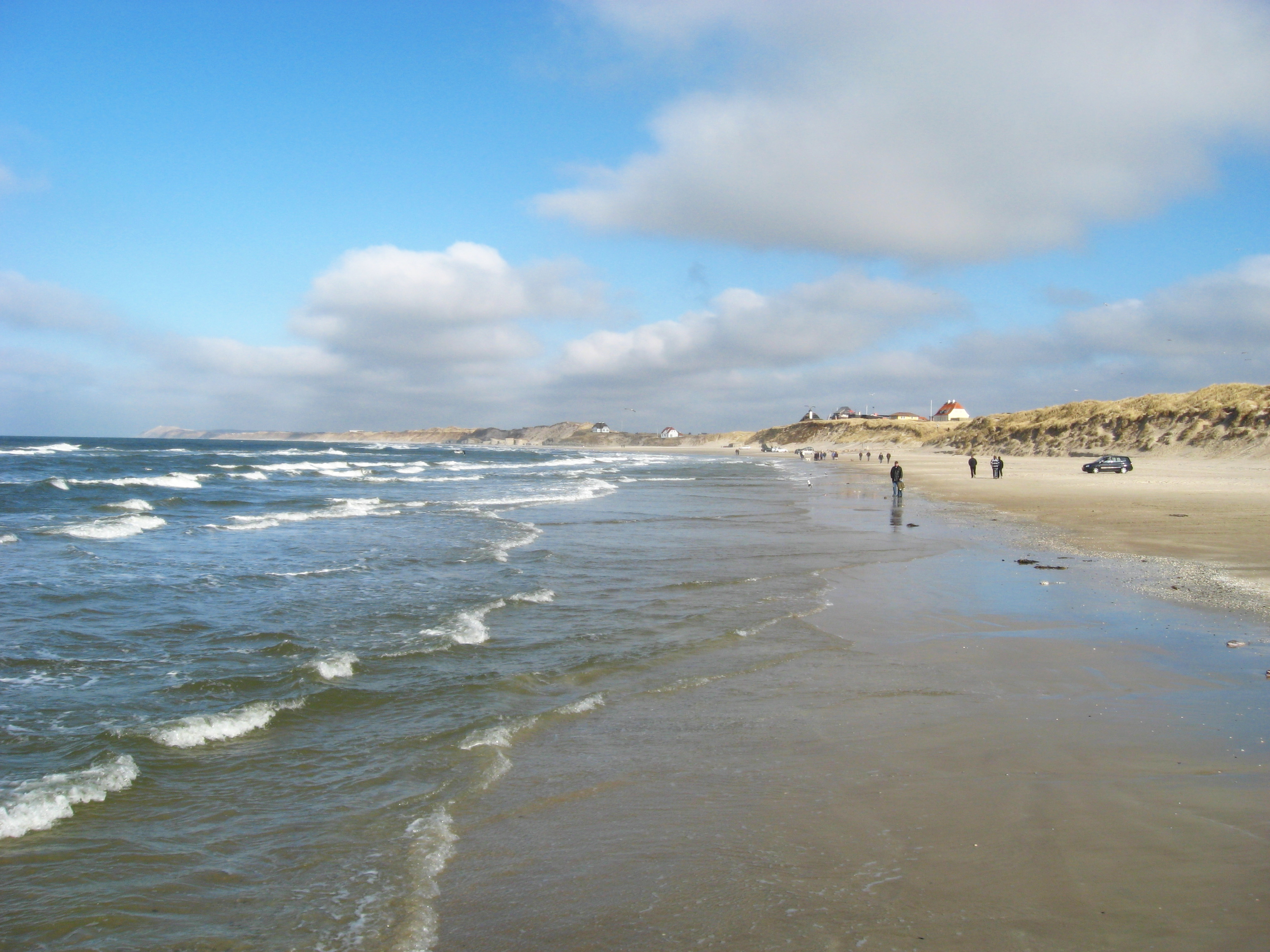
Пляж Леккена

Серед інших визначних пам'яток Ютландії можна виділити Леголенд в Біллуні, відкритий в 1968 році. Місто Ебельтофт відомий своїми брукованими вулицями і фахверковими будинками. Скаген на півночі острова славиться своїми морськими пейзажами і товариством художників. На північному заході знаходяться пляжні курорти Леккена і Ленструпа. Острів Морс відомий своїми природними красотами, а також приваблює туристів Парком квітів Джесперхус і скелею Ханкліт з прекрасним видом на море.
Село Елінг, яка розташовано недалеко від Вайле в південно-східній частині Ютландії, входить до списку Всесвітньої спадщини ЮНЕСКО завдяки двом великим насипним курганам, датованим кінцем 900-х років, і рунічним камінням, встановленим Гаральдом I.
Недалеко від Есб'єрга встановлена скульптура данського художника Свена ВіїгА Хансена яка має вигляд чотирьох величезних, білих, зроблених з крейди людей, що дивляться в морську далечінь. Вони мають висоту 79 метрів, відомі під назвою «Чоловіки у моря» (Mennesket ved havet). Скульптуру видно з відстані кілька кілометрів.

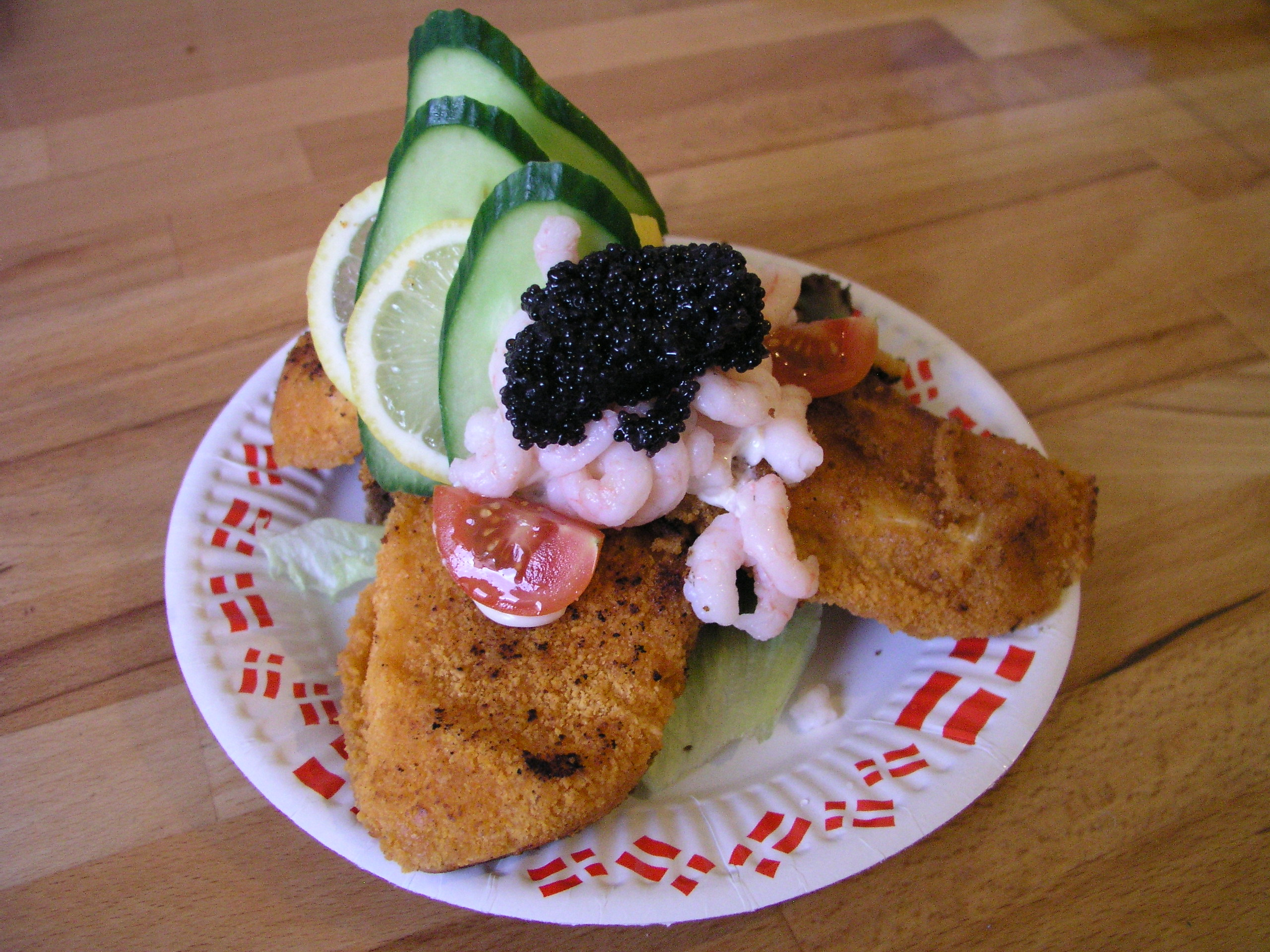
Традиційний данський бутерброд Smørrebrød

## Кухня
Найтиповішою данською їжею на обід є бутерброди (Smørrebrød), основою яких зазвичай є тонко нарізаний житній хліб. Спочатку бутерброди роблять з морепродуктів, таких як маринований оселедець, копчений вугор, краб або сушена камбала з ремуладом. Потім переходять до м'яса: шматочки смаженої свинини або яловичини, фрикадельки, шинці і печінковий паштет. Бутерброди багато прикрашаються кільцями цибулі, нарізаною редискою, огірками, помідорами, петрушкою, заправляються ремуладом і майонезом. Їжу запивають пивом, а також крижаними снапсом і аквавітом.
Гарячі страви зазвичай подають ввечері. Традиційно данські гарячі страви включають в себе смажену рибу, печеню з свинини з червонокачанної капусти (національна страва), курки в горщику і свинячу відбивну. Дичину зазвичай подають восени. Останнім часом в Данії все більш популярними стають стейки.

## Транспорт

### Авіа
Копенгагенський аеропорт «Каструп» є найбільшим аеропортом в Скандинавії. Аеропорт знаходиться в Каструпі, в передмісті Копенгагена за 8 км від центру данської столиці. Він пов'язаний залізницею з Центральним вокзалом Копенгагена, а також з Мальме і іншими містами Швеції.
У західній частині Данії основним аеропортом є аеропорт в Біллунні, хоча Орхус і Ольборг також мають невеликі аеропорти, які підтримують регулярне сполучення з Копенгагеном.

### Залізничний
У Данії є розвинена залізнична мережа. Також існує жваве залізничне сполучення з Мальме і іншими шведськими містами. З Німеччиною залізницею Данія пов'язана за допомогою поромного сполучення з Путтгардена в Регбі і через сухопутний кордон в районі Фленсбурзі-Падборг на півдні Ютландії.

### Авто
Данія має розгалужену мережу автомагістралей. Дорожні збори здійснюються тільки на великих мостах (наприклад, на Мосту Великий Бельт і мосту до Мальме).

### Вело
У Данії навіть за межами міст уздовж деяких міжміських шосе існують паралельні їм велосипедні доріжки. У літні місяці в центрі Копенгагена діє так зване «місто велосипедів». Ідея його полягає в тому, що по місту в різних місцях розташовані стоянки велосипедів, які безкоштовно може взяти кожен бажаючий і вільно пересуватися по місту. Після того, як велосипед стає не потрібен, його необхідно повернути на одну з таких же стоянок.
Існує кілька національних велосипедних трас. Вони мають офіційну нумерацію, розмітку, місця відпочинку та інші необхідні місця.

### Морський
Поромне сполучення з'єднує Копенгаген з норвезьким Осло, англійським Харвічем і данським Есб'єргом тричі на тиждень. Крім цього, існує ряд поромних переправ, що поєднюють місто з данськими островиами.